# Een huis van Frank L. Wright
Een huis van Frank L. Wright is een stripalbum dat voor het eerst is uitgegeven in november 2003 met Bernard Cosendai als schrijver, tekenaar en inkleurder. Deze uitgave werd uitgegeven door Dupuis in de collectie vrije vlucht.